# Nizozemsko na Letních olympijských hrách 2012
Nizozemsko na Letních olympijských hrách 2012 v Londýně reprezentovalo 173 sportovců, z toho 94 mužů a 79 žen v 19 sportech.

## Medailisté
| Medaile | Jméno | Sport                | Disciplína                      |
| ------- | --- | -------------------- | ------------------------------- |
| Zlato   | Marianne Vosová | Cyklistika           | ženy silniční závod jednotlivců |
| Zlato   | Ranomi Kromowidjojová | Plavání              | ženy 100 m volný styl           |
| Zlato   | Ranomi Kromowidjojová | Plavání              | ženy 50 m volný styl            |
| Zlato   | Dorian van Rijsselberghe | Jachting             | muži sailboard                  |
| Zlato   | Epke Zonderland | Sportovní gymnastika | muži hrazda                     |
| Zlato   | Marilyn Agliotti Naomi van Asová Merel de Blaeij Carlien Dirkse van den Heuvel Margot van Geffen Maartje Goderie Eva de Goede Ellen Hoogová Kelly Jonker Kim Lammers Caia van Maasakker Kitty van Male Maartje Paumenová Sophie Polkamp Joyce Sombroek Lidewij Welten       | Pozemní hokej        | ženy                            |
| Stříbro | Inge Dekkerová Femke Heemskerková Ranomi Kromowidjojová Marleen Veldhuisová Hinkelien Schreuderová (heats only) | Plavání              | štafeta 4×100 m volný styl      |
| Stříbro | Marit Bouwmeester | Jachting             | ženy Laser Radial class         |
| Stříbro | Marc Houtzager Gerco Schröder Maikel van der Vleuten Jur Vrieling | Jezdectví            | parkurové skákání družstvo      |
| Stříbro | Gerco Schröder | Jezdectví            | parkurové skákání jednotlivci   |
| Stříbro | Adelinde Cornelissen | Jezdectví            | drezura jednotlivci             |
| Stříbro | Sander Baart Billy Bakker Marcel Balkestein Floris Evers Rogier Hofman Robert van der Horst Tim Jenniskens Wouter Jolie Robbert Kempermann Teun de Nooijer Jaap Stockmann Valentin Verga Klaas Vermeulen Bob de Voogd Mink van der Weerden Roderick Weusthof Sander de Wijn | Pozemní hokej        | muži                            |
| Bronz   | Edith Boschová | Judo                 | ženy 70 kg                      |
| Bronz   | Chantal Achterberg Claudia Belderbos Carline Bouw Sytske de Groot Annemiek de Haan Nienke Kingma Anne Schellekens (cox) Roline Repelaer van Driel Jacobine Veenhoven | Veslování            | ženy osma                       |
| Bronz   | Henk Grol | Judo                 | muži 100 kg                     |
| Bronz   | Marleen Veldhuisová | Plavání              | ženy 50 m volný styl            |
| Bronz   | Adelinde Cornelissen Edward Gal Anky van Grunsvenová | Jezdectví            | drezura družstvo                |
| Bronz   | Teun Mulder | Cyklistika           | muži keirin                     |
| Bronz   | Lobke Berkhout Lisa Westerhof | Jachting             | ženy 470 class                  |
| Bronz   | Laura Smulders | Cyklistika           | ženy BMX                        |